# Запис крст Свете Тројице (Габровац)
Запис крст Свете Тројице (Габровац) се налази на парцели чији је власник Село Габровац.

## Локација
| Општина             | Ниш-Палилула                                                     |
| Катастарска општина | Габровац                                                         |
| Потес               | Село                                                             |
| Координате          | 43° 16′ 49″ С; 21° 55′ 48″ И / 43.280200000000001° С; 21.9299° И |
| Надморска висина    | 287m                                                             |

## Карактеристике
Дендрометријске вредности утврђене на терену и сателитским снимцима:
| Стабло                     | Крст |
| Висина стабла              | m    |
| Обим дебла                 | m    |
| Пречник крошње             | 0m   |
| Пречник дебла              | m    |
| Висина дебла до прве гране | m    |

## База записа
Запис је у оквиру Викимедија пројекта "Запис - Свето дрво" заведен под редним бројем 1016.